# Merle Haggard
Merle Ronald Haggard  (Oildale, 6 de abril de 1937 - Palo Cedro, 6 de abril de 2016) foi um cantor, compositor, guitarrista, violinista e instrumentista norte-americano. Juntamente com Buck Owens, Haggard e sua banda The Strangers ajudaram a criar o Bakersfield sound, um subgênero da música country caracterizada pelo som de guitarras Fender Telecaster.
A infância de Haggard foi bastante conturbada devido a morte de seu pai. Foi preso diversas vezes em sua juventude. Se regenerou após lançar-se em uma carreira musical de sucesso, ganhando popularidade com suas canções sobre a classe trabalhadora. Entre os anos 1960 e os anos 1980, teve 38 canções "número um" em diversas listas de canções mais executadas.
Recebeu muitas honrarias e prêmios por sua música, incluindo Prêmio Kennedy (2010), Prêmio Grammy de Contribuição em Vida (2006) e BMI Award (2006). Faleceu dia 6 de abril de 2016 (exatamente no dia de seu 79º aniversário) em seu rancho no norte da Califórnia, de pneumonia.